# Station Komen (België)
Station Komen (Frans: Comines) is een spoorwegstation langs spoorlijn 69 (Kortrijk - Poperinge) in de stad Komen-Waasten. Het heeft ook nog vertakkingen naar de voormalige spoorlijnen 67 en 68. Aan de Franse zijde van de stad Komen, was er tot 14 december 2019 op de spoorlijn 68 het TER-station "Comines". Tot 1963 liep er via een brug over de Leie een spoor naar het station van Komen (Frankrijk).
Sinds 28 juni 2013 zijn de loketten van dit station gesloten en is het een stopplaats geworden. Voor de aankoop van allerlei vervoerbewijzen kan men bij voorkeur terecht aan de biljettenautomaat die ter beschikking staat, of via andere verkoopskanalen.

## Geschiedenis
Het deel van lijn 69 van Wervik tot Komen werd in dienst gesteld op 20 juni 1853, door de Société des chemins de fer de la Flandre-Occidentale. Later, op 23 januari 1854, werd de lijn verlengd tot aan Ieper. De lijn was vervolledigd op 20 maart 1854.
In 1876 werd het station verbonden met het station van Komen (Frankrijk), via een brug over de Leie. In 1963 werd deze brug opgeheven. Dit stuk spoor was spoorlijn 68.
De spoorlijn van Frans-Komen naar Rijsel werd op 14 december 2019 voor het reizigersverkeer gesloten.

### Gebouw
Het originele stationsgebouw was een typisch neoklassiek gebouw van de spoorwegmaatschappij. Dat gebouw leek sterk op het gebouw van het station van Poperinge. In WOI werd het gebouw echter vernietigd. Na de oorlog werd een nieuw gebouw opgetrokken in de typische wederopbouwstijl en is een van de grootste stations van België in die stijl.

## Galerij

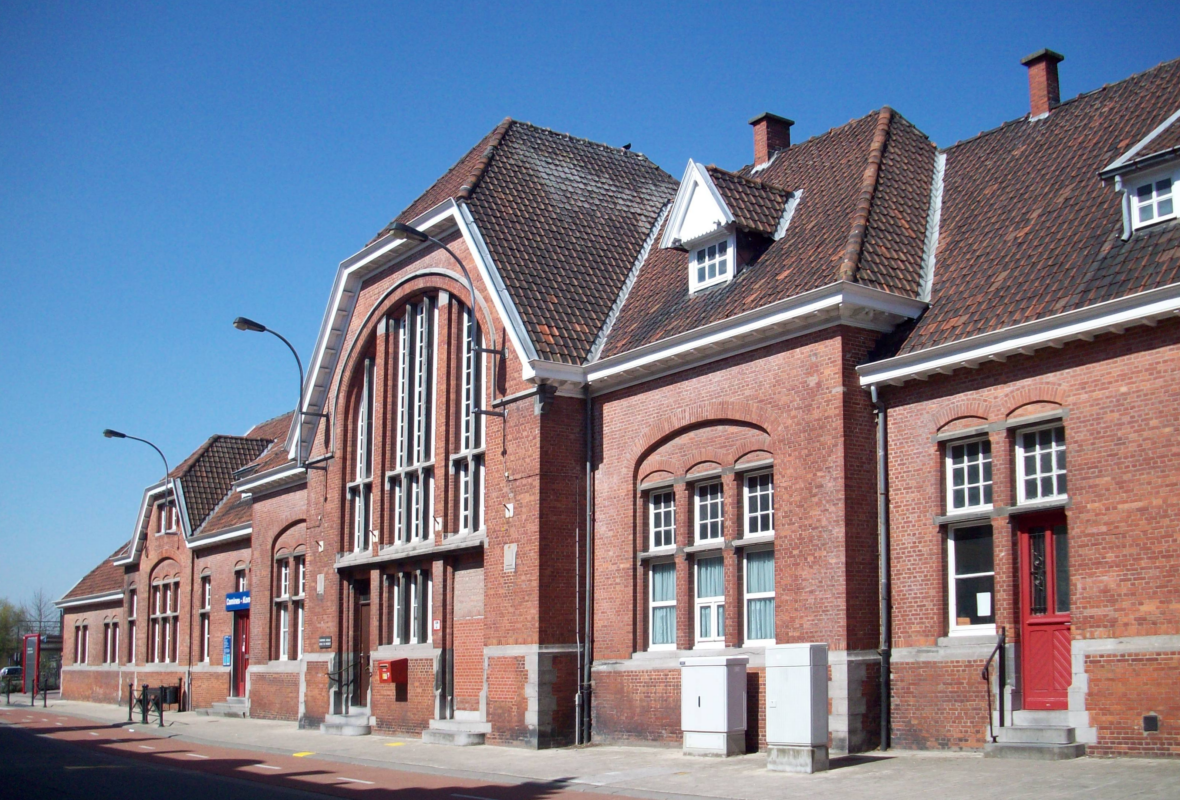
Het stationsgebouw (2010)
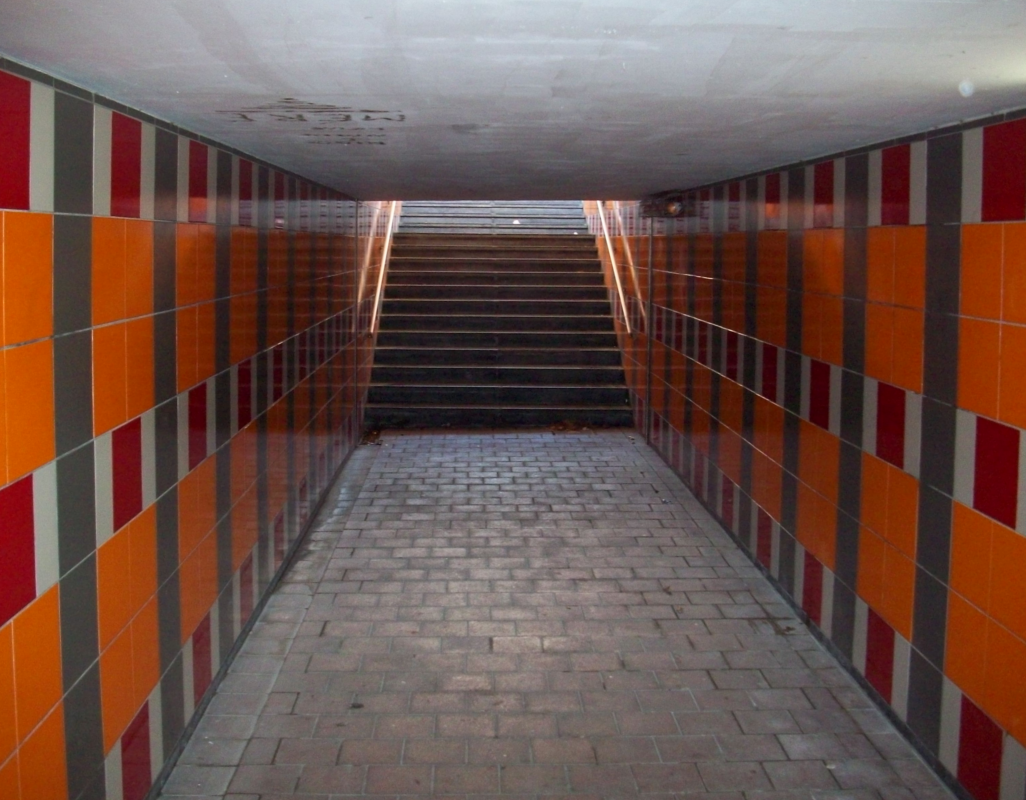
Verbindingstunnel
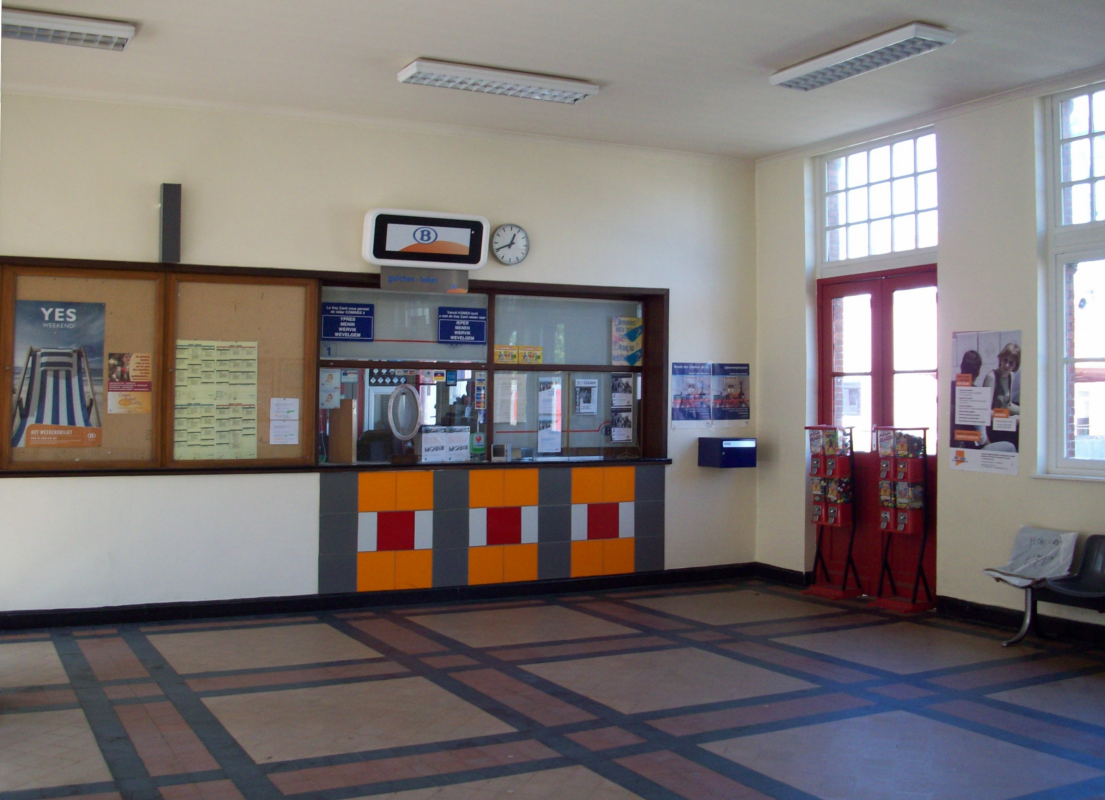
Loket
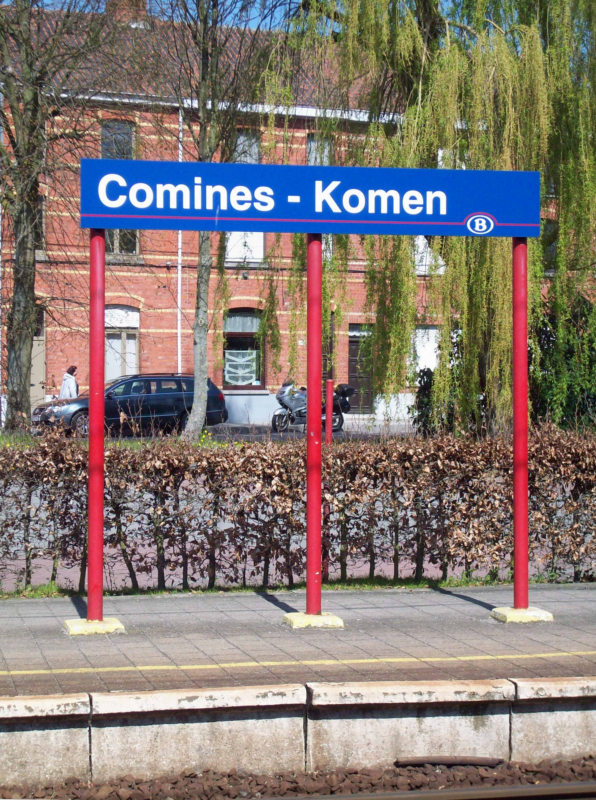
Tweetalig naambord
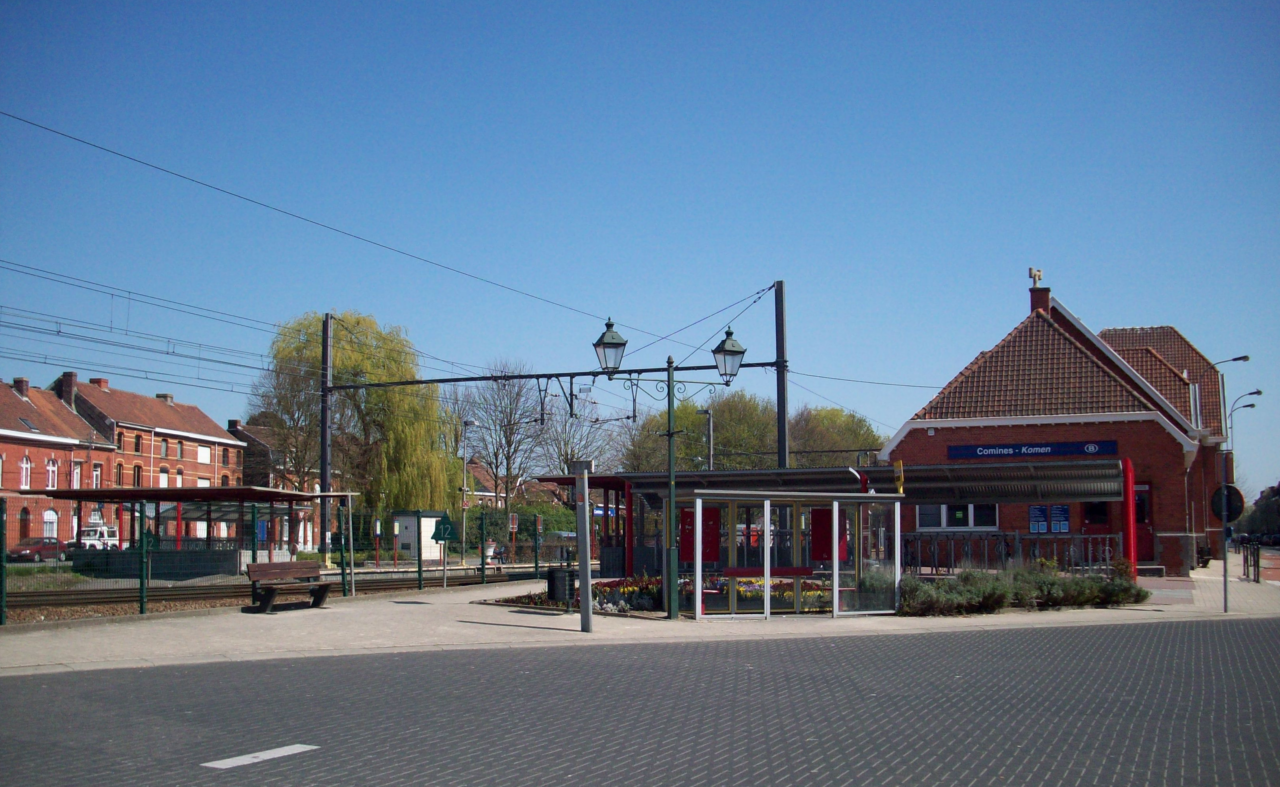
Zicht op station vanop de bushalte
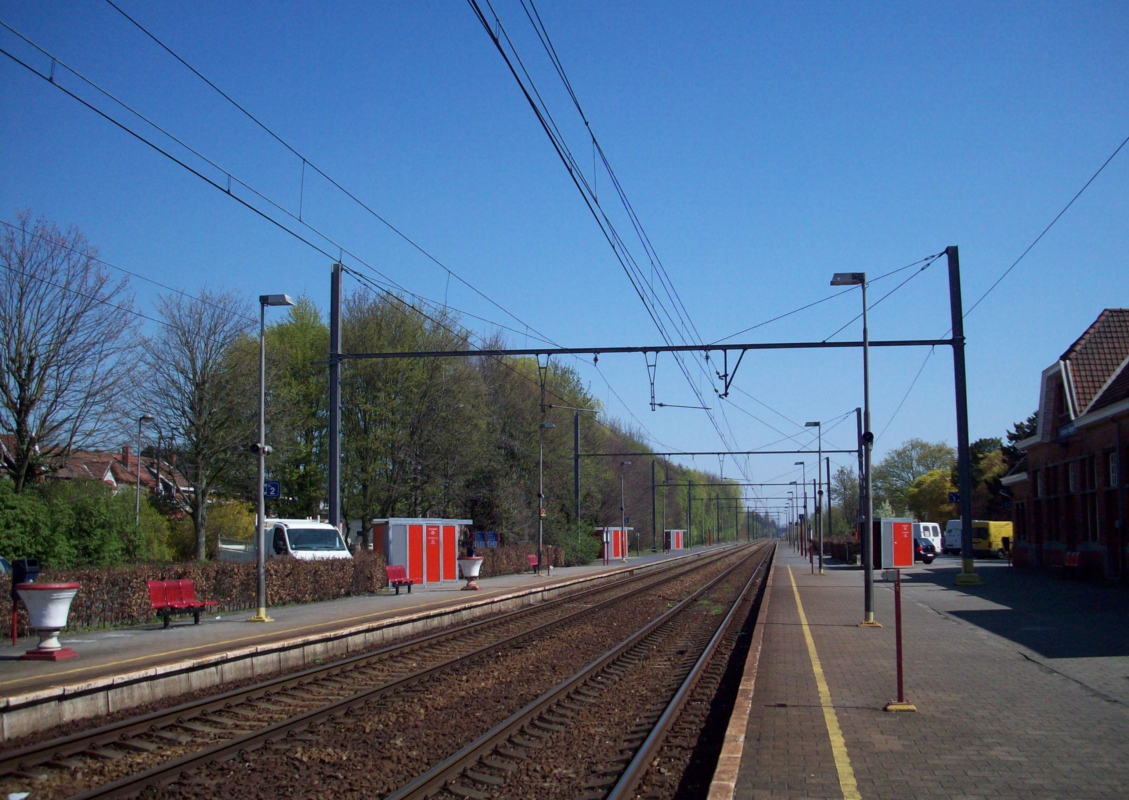
Zicht op het perron
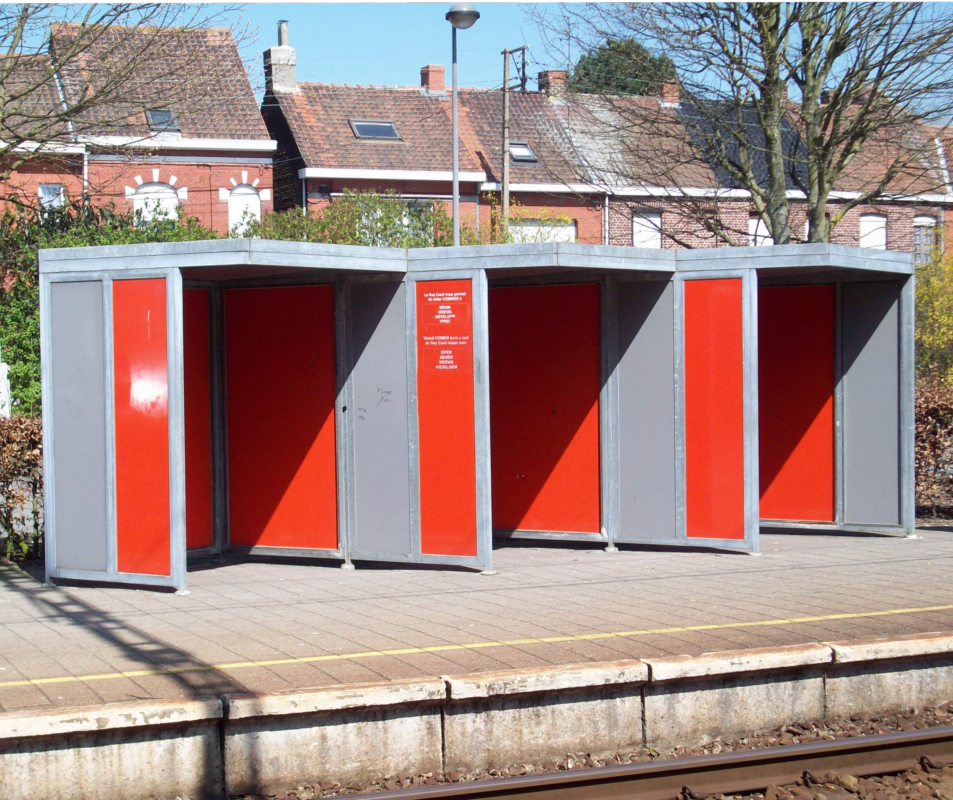
Wachthuisje

## Treindienst
| Serie       | Treinsoort          | Route | Bijzonderheden                                                              |
| ----------- | ------------------- | --- | --------------------------------------------------------------------------- |
| IC 04       | Intercity (NMBS)    | Antwerpen-Centraal – Gent-Sint-Pieters – Kortrijk – Komen – Poperinge                                                               |                                                                             |
| P 7000/8000 | Piekuurtrein (NMBS) | [ Oostende – Brugge – ] / [ De Panne – ] / [ Poperinge – Ieper – Komen – Kortrijk – ] Gent-Sint-Pieters – Brussel-Zuid – Schaarbeek | Twee treinen per dag per richting. Een trein op zondagavond vanaf De Panne. |
| P 7080/8080 | Piekuurtrein (NMBS) | Poperinge – Ieper – Komen – Kortrijk                                                                                                | Rijdt alleen op werkdagen.                                                  |
| P 8890      | Piekuurtrein (NMBS) | Poperinge – Ieper – Komen – Kortrijk – Gent-Sint-Pieters – Mechelen – Leuven – Sint-Joris-Weert                                     | Een trein op zondagavond.                                                   |

## Reizigerstellingen
De grafiek en tabel geven het gemiddeld aantal instappende reizigers weer op een week-, zater- en zondag.
| Tabel: aantal instappende reizigers station Komen | Tabel: aantal instappende reizigers station Komen | Tabel: aantal instappende reizigers station Komen | Tabel: aantal instappende reizigers station Komen |
|                                                   | Weekdag                                           | Zaterdag                                          | Zondag                                            |
| ------------------------------------------------- | ------------------------------------------------- | ------------------------------------------------- | ------------------------------------------------- |
| 1977                                              | 416                                               | 140                                               | 249                                               |
| 1978                                              | 384                                               | 133                                               | 223                                               |
| 1979                                              | 414                                               | 101                                               | 213                                               |
| 1980                                              | 397                                               | 115                                               | 242                                               |
| 1981                                              | 426                                               | 115                                               | 247                                               |
| 1982                                              | 425                                               | 137                                               | 238                                               |
| 1983                                              | 417                                               | 105                                               | 241                                               |
| 1984                                              | 424                                               | 133                                               | 219                                               |
| 1985                                              | 468                                               | 145                                               | 238                                               |
| 1986                                              | 384                                               | 118                                               | 253                                               |
| 1987                                              | 317                                               | 119                                               | 246                                               |
| 1988                                              | 366                                               | 168                                               | 348                                               |
| 1989                                              | 422                                               | 173                                               | 343                                               |
| 1990                                              | 396                                               | 197                                               | 373                                               |
| 1991                                              | 464                                               | 136                                               | 415                                               |
| 1992                                              | 459                                               | 189                                               | 447                                               |
| 1993                                              | 522                                               | 240                                               | 340                                               |
| 1994                                              | 456                                               | 181                                               | 340                                               |
| 1995                                              | 454                                               | 165                                               | 316                                               |
| 1996                                              | 521                                               | 203                                               | 204                                               |
| 1997                                              | 406                                               | 152                                               | 242                                               |
| 1998                                              | 397                                               | 141                                               | 160                                               |
| 1999                                              | 350                                               | 137                                               | 276                                               |
| 2000                                              | 384                                               | 159                                               | 312                                               |
| 2001                                              | 340                                               | 162                                               | 362                                               |
| 2002                                              | 325                                               | 134                                               | 287                                               |
| 2003                                              | 426                                               | 159                                               | 220                                               |
| 2004                                              | 332                                               | 150                                               | 256                                               |
| 2005                                              | 366                                               | 188                                               | 283                                               |
| 2006                                              | 334                                               | 154                                               | 370                                               |
| 2007                                              | 389                                               | 200                                               | 292                                               |
| 2008                                              | -                                                 | -                                                 | -                                                 |
| 2009                                              | 417                                               | 160                                               | 311                                               |
| 2010                                              | -                                                 | -                                                 | -                                                 |
| 2011                                              | -                                                 | -                                                 | -                                                 |
| 2012                                              | 370                                               | 171                                               | 209                                               |
| 2013                                              | 443                                               | 189                                               | 244                                               |
| 2014                                              | 361                                               | 149                                               | 229                                               |
| 2015                                              | 668                                               | 145                                               | 223                                               |
| 2016                                              | 379                                               | 188                                               | 298                                               |
| 2017                                              | 484                                               | 166                                               | 228                                               |
| 2018                                              | 487                                               | 200                                               | 331                                               |
| 2019                                              | 462                                               | 163                                               | 279                                               |
| 2020                                              | 423                                               | 116                                               | 133                                               |
| 2021                                              | -                                                 | -                                                 | -                                                 |
| 2022                                              | 403                                               | 204                                               | 307                                               |
| 2023                                              | 637                                               | 197                                               | 235                                               |
| 2024                                              | 469                                               | 140                                               | 127                                               |